# جورج أ. شيريدان
جورج أ. شيريدان هو سياسي أمريكي، ولد في 22 فبراير 1840 في ميلبوري في الولايات المتحدة، وتوفي في 7 أكتوبر 1896 في هامبتون في الولايات المتحدة. نشط حزبياً في الحزب الجمهوري. وقد انتخب عضو مجلس النواب الأمريكي ‏.